# Alnus maritima
Alnus maritima (tiếng Anh thường gọi là Seaside Alder) là một loài thực vật thuộc họ Betulaceae. 
Alnus maritima là một loài đặc hữu của Hoa Kỳ.

## Hình ảnh

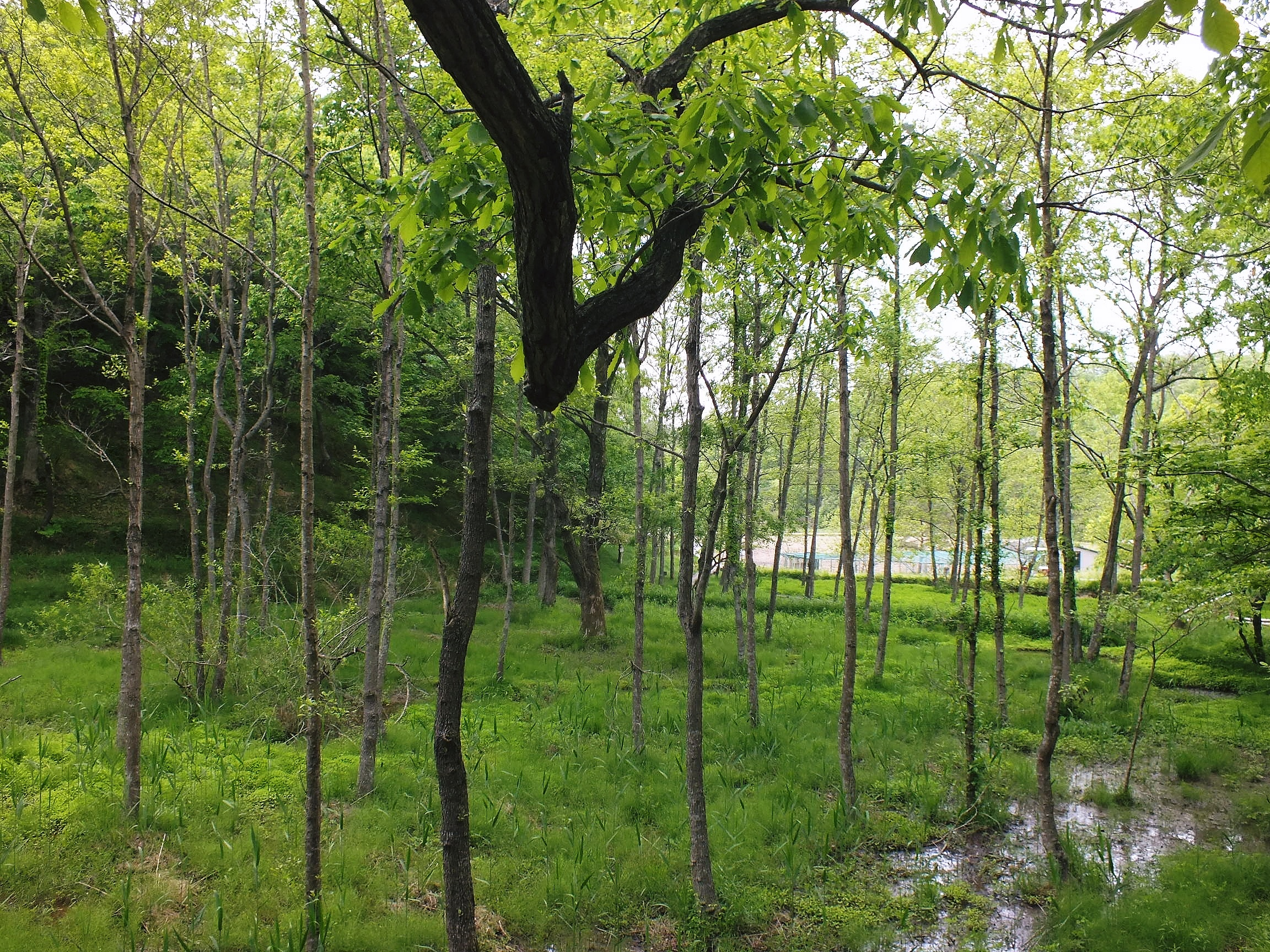
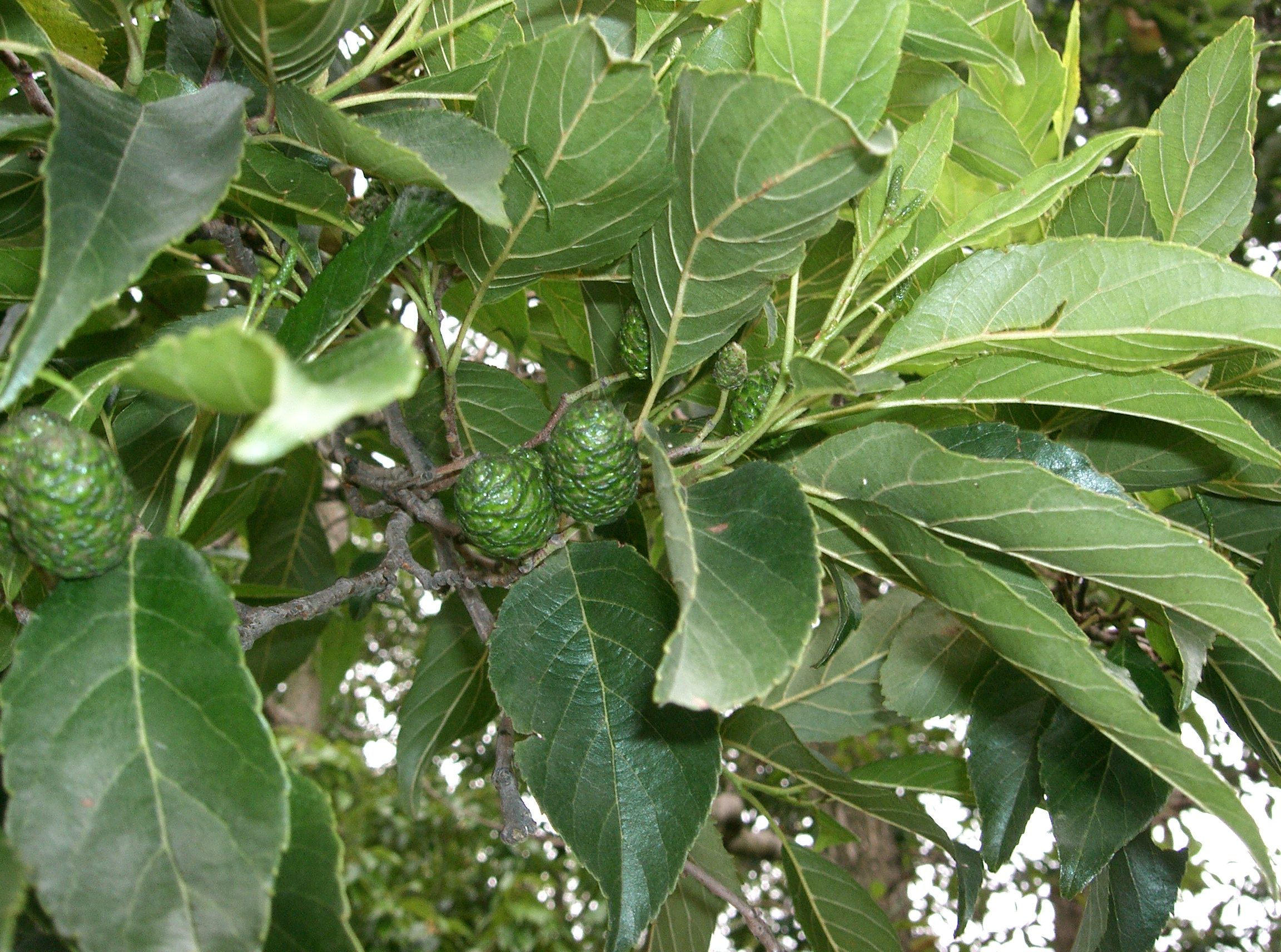
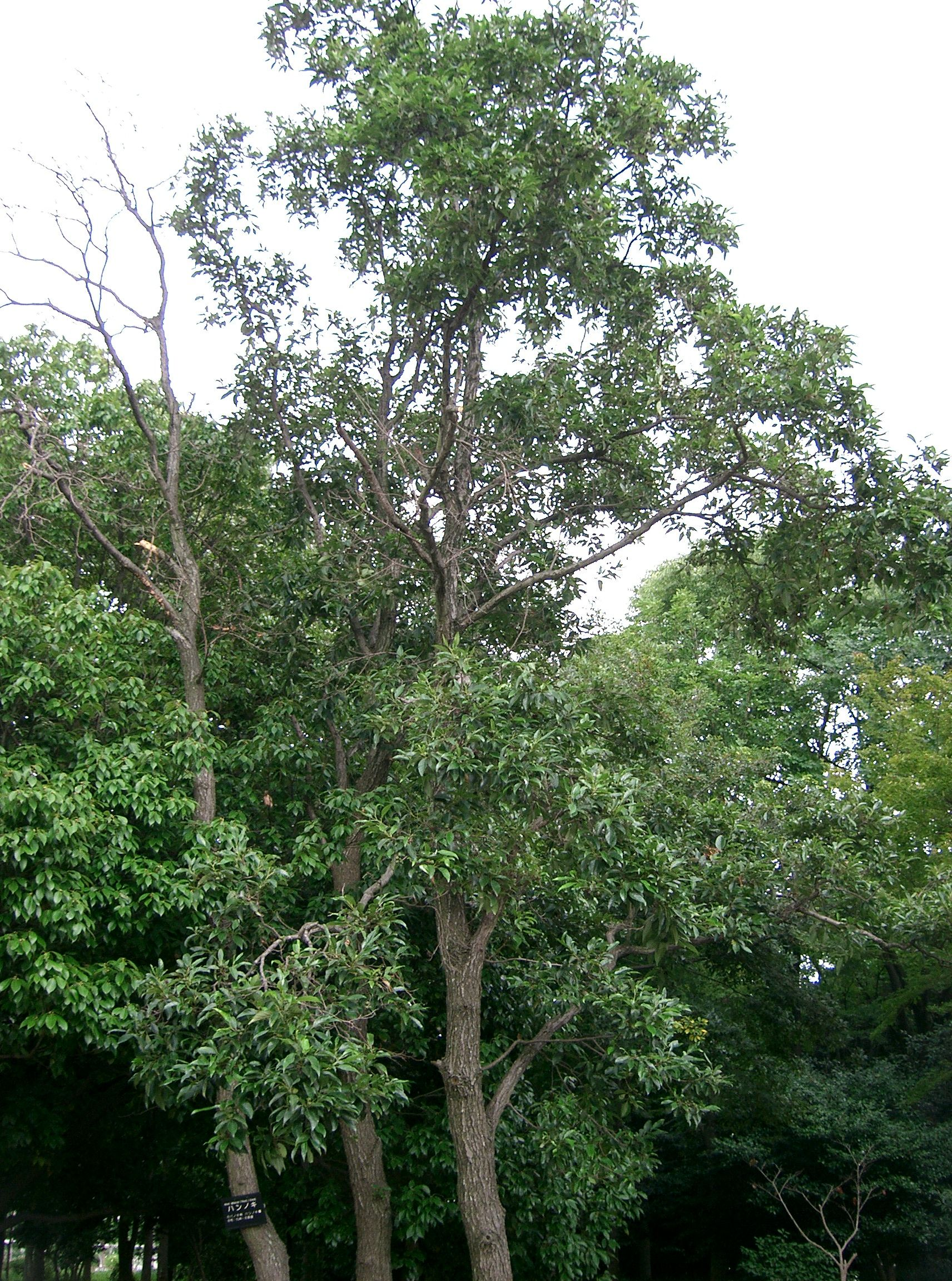
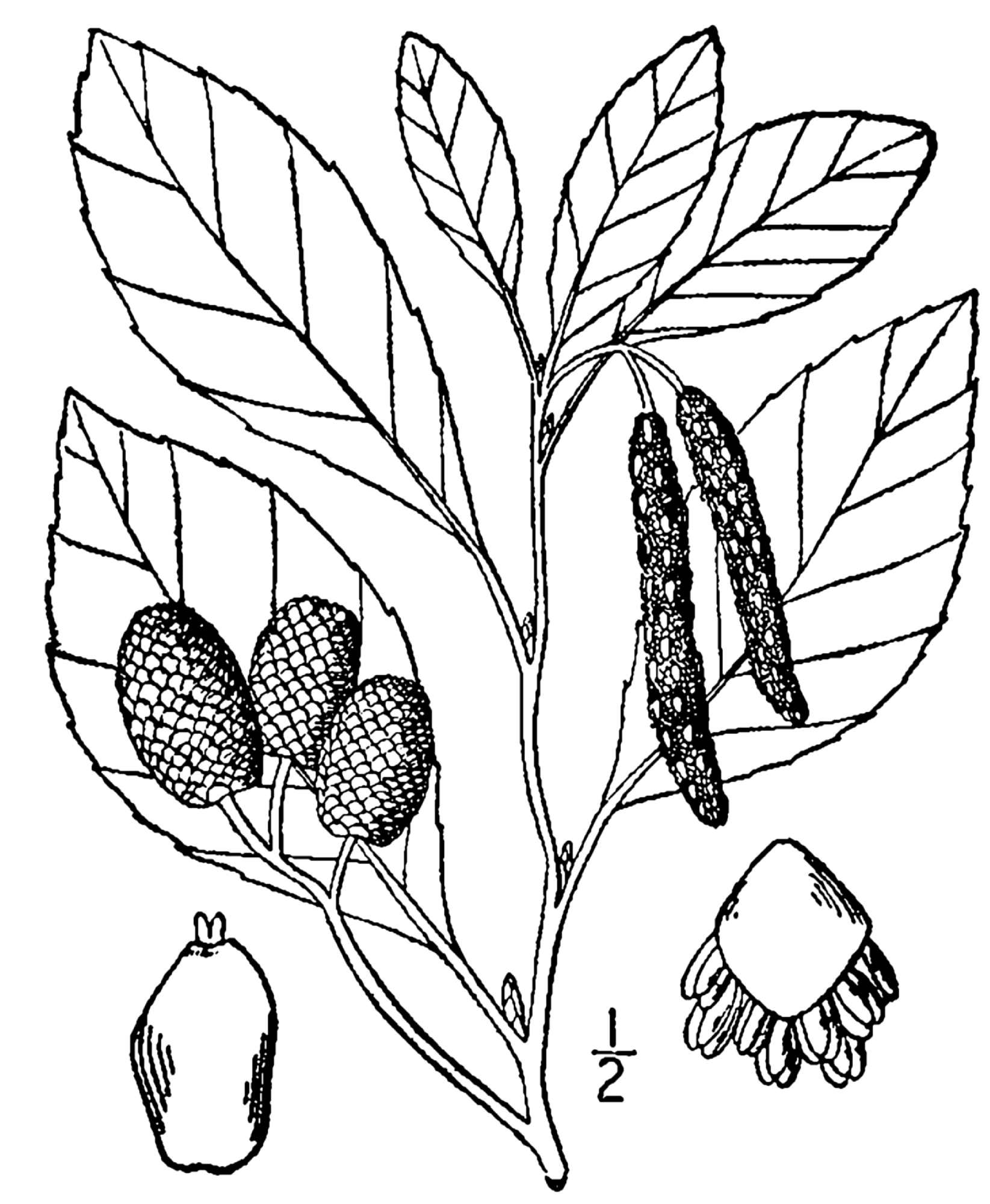